# Kelly Osbourne
Kelly Michelle Lee Osbourne (ur. 27 października 1984 w Londynie) – brytyjska piosenkarka, projektantka mody i aktorka.

## Życiorys
Urodziła się w Westminster w środkowym Londynie, jest córką Sharon i Ozzy’ego Osbourne’ów. Ma starszą siostrę Aimee i młodszego brata Jacka oraz dwoje przyrodniego rodzeństwa z pierwszego małżeństwa jej ojca. Jest wnuczką Dona Ardena.
Rozpoczęła karierę w mediach od występów w reality show Rodzina Osbourne’ów na MTV. Jako piosenkarka zadebiutowała coverem przeboju Madonny „Papa Don’t Preach”. W 2002 wydała album pt. Shut Up. W tym samym roku wystąpiła w filmie Austin Powers i Złoty Członek. W 2003 wydałą reedycję debiutanckiej płyty pt. Changes, na której zaśpiewała m.in. tytułowy utwór w duecie z ojcem. W 2004 roku wydała album pt. Sleeping in the Nothing, który wyprodukowała Linda Perry.
Jesienią 2009 roku uczestniczyła w programie Dancing with the Stars.

## Dyskografia

### Albumy studyjne
- 2005 Sleeping in the Nothing
- 2003 Changes
- 2002 Shut Up

### Single
- 2002 „Papa Don't Preach”
- 2003 „Shut Up”
- 2003 „Come Dig Me Out”
- 2003 „Changes”
- 2004 „One Word”
- 2005 „Redlight”

## Filmografia
- 2008 The Town That Boars Me jako Model Judge
- 2006 Punk's Not Dead jako ona sama
- 2006 Live Freaky! Die Freaky! jako Sharon
- 2005 The Brits Backstage jako ona sama
- 2005 Estás nominado: Cuando la realidad supera a la ficción jako ona sama
- 2005 Muppety w krainie Oz jako ona sama
- 2004-2005 Life As We Know It jako Deborah Tynan
- 2004 The Olympic Torch Concert Live jako ona sama
- 2003 Pepsi More Music: The DVD Volume 1 jako ona sama
- 2003 MTV Icon: Metallica jako ona sama
- 2003 Dame Edna Live at the Palace jako ona sama
- 2003 The Osbourne Family Christmas Special jako ona sama
- 2003 200 Greatest Pop Culture Icons jako ona sama
- 2002-2005: Rodzina Osbourne’ów jako ona sama
- 2002 Intimate Portrait: Sharon Osbourne jako ona sama
- 2002 Ozzy Osbourne: Live at Budokan jako ona sama
- 2002 Smash Hits Poll Winners Party 2002 jako ona sama
- 2002 Austin Powers i Złoty Członek jako ona sama
- 2001 We Sold Our Souls for Rock 'n Roll jako ona sama
- 1991 Ozzy Osbourne: Don't Blame Me jako ona sama